# Chocán Centro
Chocán Centro es un caserío peruano ubicado en el distrito de Ayabaca, perteneciente a la provincia homónima del departamento de Piura, al norte del Perú. 

## Ubicación
Chocán Centro se ubica al noreste de la provincia de Ayabaca, en el distrito de Ayabaca, en el departamento de Piura.

## Demografía
En 2017 Chocán Centro tenía una población de 130 habitantes.
| Gráfica de evolución demográfica de Chocán Centro entre 1993 y 2017 |
|                                                                     |
| Fuentes: Población 1993 y 2017                                      |